# 三浦七緒子
三浦七緒子（日语：／ Miura Naoko，1972年2月3日—），日本女性配音員。B-Box所屬。出身於東京都。身高154cm。A型血。

## 來歷
1990年代後期隸屬於株式會社YU-RIN PRO，曾經退出配音界，復出後經歷了廣告代理公司Quaras（舊名BIG SHOT）所屬。舊藝名（中譯三浦 麗）。。然後她轉到Max Mix，但後來離開該公司。2025年2月25日，其經紀公司網站宣布她已加入B-Box。
自2000年代初期以來，她一直負責東日本旅客鐵道（JR東日本）等多家鐵路公司的列車自動廣播的日語廣播。

## 人物
興趣：江戶神轎、啦啦隊。特長：繪本說故事、與小孩互動。資格：幼兒教師執照、普通汽車執照。

## 演出
粗體字表示主要角色。

### 電視動畫
1995年
- 鬼神童子ZENKI（小孩、女）

1996年
- 少年桑塔的大冒險（日语：サンタクロースの冒険#テレビアニメ）（卡西）
- 聖天空戰記（學生B、侍女、部員）
- 魔法提琴手（潘朵拉[2]、鐵琴、笙）

1997年
- EAT-MAN'98（日语：EAT-MAN）（接線員、達斯汀、主婦）
- VIRUS -VIRUS BUSTER SERGE-（日语：VIRUS）（女）
- 甜心戰士F（剪刀豹、數學教師）
- 金田一少年之事件簿（鷹島友代、敦子、小學生）
- 深海人魚傳說（日语：深海伝説MEREMANOID）（奧茲）
- 橫行太保（山奈美露）[2]
- 科學情人（小百合、咪咪）
- 夢之蠟筆王國（鍛冶屋天使）
- 烈火之炎（少年）

1998年
- SHADOW SKILL -影技-（隊長的妻子）
- 南海奇皇（日语：南海奇皇）（天城艾蓮娜、原翔子）
- 乖小孩（男子）

1999年
- 仙界傳 封神演義（姜妃、王妃）
- 魔裝機神賽巴斯達（日语：魔装機神サイバスター (テレビアニメ)）（薩芬妮·葛瑞司）[2]
- 魔法使俱樂部（女將、老師、宇野）

2001年
- 破邪巨星G彈劾凰[2]（珠原鏡子）
- 大～集合！小魔女DoReMi（服部一郎）

### OVA
- AIKa（1997年）
- 新·男樹（日语：男樹）（1998年，秀美）
- 超機動傳說Dinagiga（日语：超機動伝説ダイナギガ）（1998年，遠野光的母親）
- 思春期美少女合體機器人Z-Mind（日语：思春期美少女合体ロボ ジーマイン）（1999年，花戶川菫）
- 夏色的砂時計（2004年，牧村耕太郎的母親）

### 遊戲
- 爆走獵人 每種感覺（女服務生）
- Find Love 2 ～Rhapsody～（日语：全国制服美少女グランプリ）
- 純愛咖啡廳 ～maid cafe "curio"～（日语：ショコラ 〜maid cafe "curio"〜）[注 1]
- SEGA AGES 2500（日语：セガエイジス2500シリーズ）系列Vol.18 Dragon Force

### 廣播劇CD
- 南海奇皇（日语：南海奇皇） 廣播劇CD
- 色男喜歡錢（2003年，泰正的母親）

### 外語配音

#### 電影
- 超越火戰士（英语：Deadly Heroes）
- 魔鬼先鋒（英语：The Substitute） ※富士電視台版。
- 普通嫌疑犯 ※東京電視台版。

#### 動畫
- 長襪子皮皮 (1997年電視動畫)（哈努）

### 車廂廣播
- 東日本旅客鐵道[3]
- 九州旅客鐵道—YC1系列車廣播[來源請求]
- 札幌市營地下鐵南北線（僅限大通站、札幌車站等部分換乘廣播）、札幌市營地下鐵東豐線（不包括廣告廣播和英語廣播）
- 仙台空港鐵道[3]
- 青森鐵道（青森703系）[來源請求]
- 新京成電鐵[4]—由於與京成電鐵合併，已經在2025年3月31日停止營運。
- 橫濱市營地下鐵綠線[3]
- 湘南單軌電車
- 富士山麓電氣鐵道（6000系）[來源請求]
- 愛知環狀鐵道（2000系（日语：愛知環状鉄道2000系電車））[來源請求]
- Linimo[3]
- 山陽電氣鐵道—網干線6000系（日语：山陽電気鉄道6000系電車）手動操作車門指南[來源請求]
- 西日本鐵道[來源請求]

## 腳註

## 外部連結
- 三浦七緒子｜B-Box （日語）
- 三浦七緒子｜Max Mix，存于 （日語）
- 三浦七緒子 （日語）—Talent Date Bank
- 三浦七緒子 （日語）—日本藝人名鑑（日语：日本タレント名鑑）